# 20337 Naeve
20337 Naeve è un asteroide della fascia principale. Scoperto nel 1998, presenta un'orbita caratterizzata da un semiasse maggiore pari a 2,2695987 UA e da un'eccentricità di 0,0691950, inclinata di 6,03434° rispetto all'eclittica.